# Sam Lavagnino
Sam Lavagnino (nacido el 29 de junio de 2006) es un actor de voz estadounidense, conocido por sus trabajos como Catbug en Bravest Warriors y como Grizz Joven en Escandalosos. Él también realiza la voz del perro "Rolly" en la serie de Disney Junior Puppy Dog Pals y al "Señor Muffin" en la serie de YouTube asdfmovie.

## Vida y trabajo
Lavagnino es el hijo de actriz de voz Hope Levy y del guionista Tom Lavagnino. A los 14 meses, fue la portada de la revista Time en la que se le muestra vestido como Albert Einstein. Se le dio el papel en Bravest Warriors de Catbug, "una criatura que es medio-gato, medio-mariquita, quién ha llamado enormemente la atención hacia la serie sencillamente por los comentarios aleatorios que su personaje hace y por el sonido de su voz." La serie fue transmitida en el 2013, y  participó en el panel de Cartoon Hangover para el Cómic-Con 2013, cuando tenía siete años, así como en una sesión de autógrafos sobre cómics relacionados con Catbug en el Cómic-Con 2014. Proporcionó su voz en el tráiler para una película de 2014, El Boxtrolls. En 2015, realizó la voz de la versión más joven de Grizzly en Escandalosos. También realizó la voz del Sr. Muffin la serie Asdfmovie, creada por TomSka. Su primer personaje protagónico fue el perro "Rolly" en la serie de Disney Junior, Puppy Dog Pals. 
En 2018, realiza las voces de Pepper Corn y Rey Alien en Summer Camp Island. También hizo su primera canción con el youtuber TomSka llamada "The Muffin Song".

## Filmografía

### Película, televisión, y videojuegos
| Año           | Título                                    | Personaje                                                | Notas                                         | Fuente |
| ------------- | ----------------------------------------- | -------------------------------------------------------- | --------------------------------------------- | ------ |
| 2013-presente | asdfmovie                                 | Señor Muffin                                             | Serie web                                     |        |
| 2013-2018     | Bravest Warriors                          | Catbug                                                   | 1.º debut como actor                          | [ 5 ]  |
| 2014          | Sanjay and Craig                          | Munchie                                                  | Episodio: "Flip Flopas"                       | [ 11 ] |
| 2014          | The 7D                                    | Eenie                                                    | Episodio: "New Shoe"                          | [ 12 ] |
| 2014-2019     | We Bare Bears                             | Baby Grizzly                                             |                                               |        |
| 2014          | The Boxtrolls                             | Voces adicionales                                        | 1.ª película                                  | [ 10 ] |
| 2015          | Whisker Haven                             | Cubbie                                                   | 2 Episodios                                   |        |
| 2015          | The Peanuts Movie                         | Voces de grupo                                           | 2.ª película                                  |        |
| 2015-2018     | Miles from Tomorrowland                   | Blodger Blop                                             | 3 temporadas                                  |        |
| 2015          | La Guardia de León: el Regreso del Rugido | Young Hippo                                              | 3.ª película                                  |        |
| 2016          | The Mr. Peabody and Sherman Show          | Young George Washington                                  | Episodio: "Sweet Little Lies/Allan Pinkerton" |        |
| 2016          | Animales                                  | Niño 4                                                   | Episodio: "Pavos"                             |        |
| 2016-2019     | La ley de Milo Murphy                     | Young Milo                                               | 3 Episodios                                   |        |
| 2017          | Horizon Zero Dawn                         | Radiant Itamen                                           | Videojuego                                    |        |
| 2017          | La Guardia de León                        | Voces adicionales                                        | Episodio: "Babysitter Bunga"                  |        |
| 2017-presente | Puppy Dog Pals                            | Rolly/Niño (Episodio: "S1 E4")                           | La mayoría de episodios                       |        |
| 2018-presente | Summer Camp Island                        | Pepper Corn/El rey Alien/Alien (Episodio: "Mop Forever") | Temporada 1-presente                          | [ 13 ] |
| 2018          | El Grinch                                 | Ozzy                                                     | 4.ª película                                  |        |
| 2018          | Big City Greens                           | Voces adicionales                                        | Episodio: "Swimming Fool/Tilly's Goat"        |        |
| 2018          | Playtime with Puppy Dog Pals              | Rolly                                                    | Corto                                         |        |
| 2018          | Héroes de la Tormenta                     | Anunciador del videojuego                                | Videojuego                                    |        |
| 2019-2022     | DreamWorks Dragons: Rescue Riders         | Finngard                                                 | 4 episodios                                   |        |
| 2019          | Puppy Dog Pals Playcare                   | Rolly                                                    | Corto                                         |        |
| 2020          | Alma                                      | Allan                                                    | Película de Pixar                             |        |
| 2020          | We Bare Bears: The Movie                  | Baby Grizzly                                             | Película de televisión                        |        |
| 2021          | Palabras que burbujean como un refresco   | Beaver                                                   | Película de anime                             |        |
| 2022          | Minions: The Rise of Gru                  | Voces adicionales                                        |                                               |        |
| 2022          | Alice’s Wonderland Bakery                 | Cam                                                      | 4 episodios                                   |        |
| 2022          | El mundo de Craig                         | Rings                                                    | 6 episodios                                   |        |

### Otros medios
- E-books de Catbug - Catbug[14][15]